# Nikefor Bazylakes

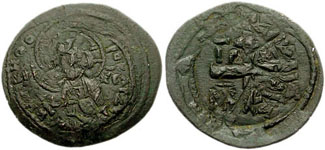
Folis Nikefora Bazylakesa

Nikefor Bazylakes (gr. Νικηφόρος Βασιλάκης) – bizantyński uzurpator w 1078 roku w Dyrrachium. 
Pochodził z armeńskiego rodu Bazylakesów. Był duksem Teodozjopola. Walczył w bitwie pod Manzikert w 1071 roku, gdzie dostał się do niewoli tureckiej. Po uwolnieniu objął stanowisko duksa Dyrrachium. W 1078 podniósł bunt przeciwko Michałowi VII Dukasowi. Po objęciu władzy przez Nicefora III Botaniatesa Aleksy Komnen pokonał go i następnie kazał oślepić. 